# Добричка река
Добричка река е река в Североизточна България, област Добрич – общини Добрич и Крушари, десен приток на Суха река от басейна на Дунав. Дължината ѝ е 70 км, която ѝ отрежда 51-во място сред реките на България.
Добричка река води началото си от извор в Добруджанското плато, разположен южно от село Драганово, община Добричка, на 278 м н.в. До град Добрич тече на север, а в чертите на града прави голяма дъга изпъкнала на изток. След Добрич посоката ѝ става северозападна, а долината ѝ каньоновидна, дълбоко всечена в аптските и сарматски варовици на Добруджанското плато. В този си участък, особено след село Божурово, оттокът ѝ става епизодичен, главно през пролетта. През останалото време от годината коритото ѝ представлява суходолие, което се „влива“ отдясно в Суха река (от басейна на Дунав), на 87 м н.в., на 2 км южно от село Ефрейтор Бакалово.
Реката е с основно дъждовно-снежно подхранване, но с малък дебит и непостоянен режим.
По течението ѝ са разположени 1 град и 9 села:
- Община Добричка – Драганово, Опанец, Богдан, Добрич, Врачанци, Росеново, Божурово, Камен;
- Община Крушари – Лозенец, Северци.

Поради непостоянния си режим по течението на реката и по някои от нейните притоци са изградени няколко микроязовира, водите на които се използват за напояване.

## Топографска карта
- Лист от карта K-35-20. Мащаб: 1 : 100 000.
- Лист от карта K-35-8. Мащаб: 1 : 100 000.